# Ибикуи
Ибикуи (порт. Ibicuí)  —  муниципалитет в Бразилии, входит в штат Баия. Составная часть мезорегиона Юго-центральная часть штата Баия. Входит в экономико-статистический микрорегион Витория-да-Конкиста. Население составляет 14 759 человек на 2006 год. Занимает площадь 1163,296 км². Плотность населения — 12,7 чел./км².

## Статистика
- Валовой внутренний продукт на 2003 год составляет 50 557 012,00 реалов (данные: Бразильский институт географии и статистики).
- Валовой внутренний продукт на душу населения на 2003 год составляет 3386,50 реалов (данные: Бразильский институт географии и статистики).
- Индекс развития человеческого потенциала на 2000 год составляет 0,625 (данные: Программа развития ООН).